# 부산광역시의 코로나19 범유행
다음은 부산광역시에서의 코로나19 범유행에 대한 설명이다.

## 경과
2월 21일 첫 확진자가 발생했다. 해운대구 거주 50대 여성이다.
3월에는 부산진구에서 첫 코로나 사망자가 발생하였다. 1명은 청도군 거주자다. 대동병원, 고신대학교 복음병원, 부산대학교병원에서 격리 치료 중 사망하였다.
9월에는 기장군에서 첫 코로나 사망자가 발생하였다. 80대 확진자로 기장병원에서 사망후 확진 판정을 받았다.
10월에는 동래구, 사하구, 사상구, 북구에서 첫 코로나 사망자가 발생했다. 부산대학교병원, 고신대학교 복음병원에서 치료 중 사망하였다. 1명은 요양병원에서 사망후 확진 판정을 받았다.
11월에는 연제구, 서구에서 첫 코로나 사망자가 발생하였다. 인제대학교 해운대백병원, 부산의료원 외 3개소 치료 중 사망하였다.
12월에는 수영구, 동구, 남구에서 첫 코로나 사망자가 발생했다. 동아대학교병원, 인제대학교 부산백병원 외 14개소 치료 중 사망하였다.
2021~2023년에는 사망자가 2835명이 되었다. 강서구, 해운대구, 금정구, 영도구, 중구에서 첫 코로나 사망자가 발생하였다. 동남권원자력의학원 외 42개소 치료 중 사망하였다.
2021년 8월 15일 부산광역시 누적 확진자는 1만명으로 돌파하였다.
2021년 12월 16일 부산광역시 누적 확진자는 2만명으로 돌파하였다.
2022년 1월 26일 부산광역시 누적 확진자는 3만명으로 돌파하였다.
2022년 2월 5일 부산광역시 누적 확진자는 4만명으로 돌파하였다.
2022년 2월 9일 부산광역시 누적 확진자는 5만명으로 돌파하였다.
2022년 2월 13일 부산광역시 누적 확진자는 6만명으로 돌파하였다.
2022년 2월 16일 부산광역시 누적 확진자는 7만명으로 돌파하였다.
2022년 2월 17일 부산광역시 누적 확진자는 8만명으로 돌파하였다.
2022년 2월 19일 부산광역시 누적 확진자는 9만명으로 돌파하였다.
2022년 2월 20일 부산광역시 누적 확진자는 10만명으로 돌파하였다.
2022년 2월 25일 부산광역시 누적 확진자는 15만명으로 돌파하였다.
2022년 3월 1일 부산광역시 누적 확진자는 20만명으로 돌파하였다.
2022년 3월 4일 부산광역시 누적 확진자는 25만명으로 돌파하였다.
2022년 3월 6일 부산광역시 누적 확진자는 30만명으로 돌파하였다.
2022년 3월 10일 부산광역시 누적 확진자는 40만명으로 돌파하였다.
2022년 3월 13일 부산광역시 누적 확진자는 50만명으로 돌파하였다.
2022년 3월 17일 부산광역시 누적 확진자는 60만명으로 돌파하였다.
2022년 3월 20일 부산광역시 누적 확진자는 70만명으로 돌파하였다.
2022년 3월 25일 부산광역시 누적 확진자는 80만명으로 돌파하였다.
2022년 4월 1일 부산광역시 누적 확진자는 90만명으로 돌파하였다.
2022년 4월 14일 부산광역시 누적 확진자는 100만명으로 돌파하였다.
2022년 10월 25일 부산광역시 누적 확진자는 150만명으로 돌파하였다.